# Lynx (jagare)
Lynx var en så kallad "stor jagare" ("contre-torpilleur") av Chacal-klass som byggdes för den franska flottan under 1920-talet. Chacal-klassen ansågs vara föråldrade 1935 och Lynx blev ett utbildningsfartyg för torpedskolan i Toulon det året. Hon tilldelades till konvojeskort i Atlanten efter att andra världskriget började i september 1939. I juli 1940 var fartyget närvarande när britterna attackerade de franska fartygen vid Mers-el-Kébir, men lyckades undkomma utan skador. Efter att ha nått Toulon placerades Lynx i reserv, där det förblev under de följande två åren. Den 27 november 1942 sänktes hon av sin egen besättning i Toulon när tyskarna försökte beslagta de franska fartygen där. Hennes vrak bärgades 1944, men hon skrotades inte förrän 1948.

## Design och beskrivning
Fartygen i Chacal-klassen var utformade för att mäta sig med de stora italienska jagarna i Leone-klassen. De hade en total längd på 126,8 meter, en bredd på 11,1 meter och ett djupgående på 4,1 meter. Fartygens deplacement var 2 126 ton vid standardlast och 2 980-3 075 ton vid fullast. De drevs av två växlade ångturbiner som vardera drev en propelleraxel och använde ånga från fem du Temple-pannor. Turbinerna var konstruerade för att producera 49 000 shp (37 000 kW), vilket skulle ge fartygen en maximal hastighet på 35,5 knop (65,7 km/h). Fartygen hade 530 ton brännolja med sig, vilket gav dem en räckvidd på 3 000 nautiska mil (5 600 km) vid 15 knop (28 km/h). Besättningen bestod av 10 officerare och 187 besättningsmän i fredstid och 12 officerare och 209 besättningsmän i krigstid.
Chacal-klassens huvudbestyckning bestod av fem enkelmonterade Canon de 13 cm Modèle 1919 sjömålskanoner, ett par kanoner för och akter om överbyggnaden och en femte kanon bakom den akterliga skorstenen. Kanonerna var numrerade från "1" till "5" från för till akter. Deras luftvärnsbestyckning bestod av två Canon de 7,5 cm kanoner modell 1924 i enkelmontage placerade mittskepps. Fartygen hade två trippeluppsättningar ovanför vattnet av 55 cm torpedtuber. De var också utrustade med fyra sjunkbombskastare för vilka de bar ett dussin 100-kilograms sjunkbomber.

## Konstruktion och tjänstgöring
Lynx beställdes den 26 februari 1923 från Ateliers et Chantiers de la Loire. Hon kölsträcktes på deras varv i Saint-Nazaire den 14 januari 1924, sjösattes den 25 februari 1925, färdigställdes den 18 oktober 1927 och togs i bruk den 15 november. Färdigställandet fördröjdes av problem med maskineriet och sena leveranser från underleverantörer. Fartyget tilldelades den 4:e lätta divisionen (4e division légère) (DL) i 2:a eskadern (2e Escadre) baserad i Brest vid färdigställandet, tillsammans med sina systerfartyg Léopard och Jaguar. Den 3 juli 1928 deltog Lynx i en flottuppvisning för Gaston Doumergue, Frankrikes president, utanför Le Havre. De fyra sjunkbombskastarna togs bort 1932. Året därpå var fartyget med när flottan visades upp för Frankrikes nye president Albert Lebrun i Cherbourg den 20 juli 1933. Ungefär två år senare ersattes 7,5 cm-kanonerna av fyra dubbelmonterade 13,2-millimeter kulsprutor. Fartyget tilldelades den 11:e DL i Torpedutbildningsskolan (Ecole d'application du lancement à la mer) i Toulon 1935 eftersom Chacal-klassen ansågs vara föråldrad.
När kriget började i september 1939 tillhörde Lynx den 4:e divisionen för stora jagare (4e division de contre-torpilleurs) tillsammans med sina systerfartyg Panthère och Tigre. Hon tilldelades det västra kommandot (Forces maritimes de l'Ouest) för konvojeskort från oktober till maj 1940 där hon skyddade konvojer som färdades mellan Gibraltar och Brest samt Casablanca, Franska Marocko och Le Verdon-sur-Mer. I januari 1940 fick fartyget en brittisk typ 123 ASDIC installerad; några månader senare återinstallerades två sjunkbombskastare, kanon nr 3 avlägsnades och hennes förråd av sjunkbomber reducerades till ett dussin 200 kg och åtta 100 kg sjunkbomber för att förbättra hennes stabilitet. Hon överfördes till Mers-el-Kébir i Franska Algeriet den 27 maj och var fortfarande kvar där den 25 juni efter att Frankrike kapitulerat. Fartyget lyckades fly från hamnen under den brittiska attacken mot Mers-el-Kébir den 3 juli och tillsammans med sitt systerfartyg Tigre engagerade hon kortvarigt jagaren HMS Wrestler. De  angrep sedan ubåten HMS Proteus med sjunkbomber när de franska fartygen var på väg mot Toulon, dit de anlände dagen därpå. Som de äldsta "stora jagarna" i fransk tjänst placerades Lynx och de andra Chacal-jagarna i reserv och berövades sitt lätta luftvärn. Den 27 november 1942 sänktes Lynx i Toulon tillsammans med resten av den franska flottan för att förhindra att fartyget togs av tyskarna. Den 23 januari 1944 bärgades hon och strandsattes i den intilliggande hamnen Brégaillon. Vraket skrotades därefter 1948.